# Warwick Avenue
"Warwick Avenue" é o terceiro single do álbum Rockferry da cantora Duffy. O título é uma referência à estação de metrô Warwick Avenue, em Londres. Foi escrita por Jimmy Hogarth, Eg White e Duffy, e produzida por Rogarth. Foi lançada em maio de 2008, mas já estava presente em paradas musicais desde março e abril, por conta de vendas digitais. Alcançou a terceira posição na UK Singles Chart devido ao alto número de downloads e cópias físicas vendidas, sendo que até então 249,165 cópias foram vendidas só no Reino Unido. O lado B da edição em vinil 7" inclui "Loving You", escrita por Duffy, Richard J. Parfitt e Owen Powell, da Catatonia.
A canção foi selecionada pela Rolling Stone para a lista "100 Melhores Músicas de 2008", ocupando a 41ª posição.
Existe uma versão remix oficial que inclui um verso adicional do rapper Wale.

## Promoção do single, apresentações e exploração cultural

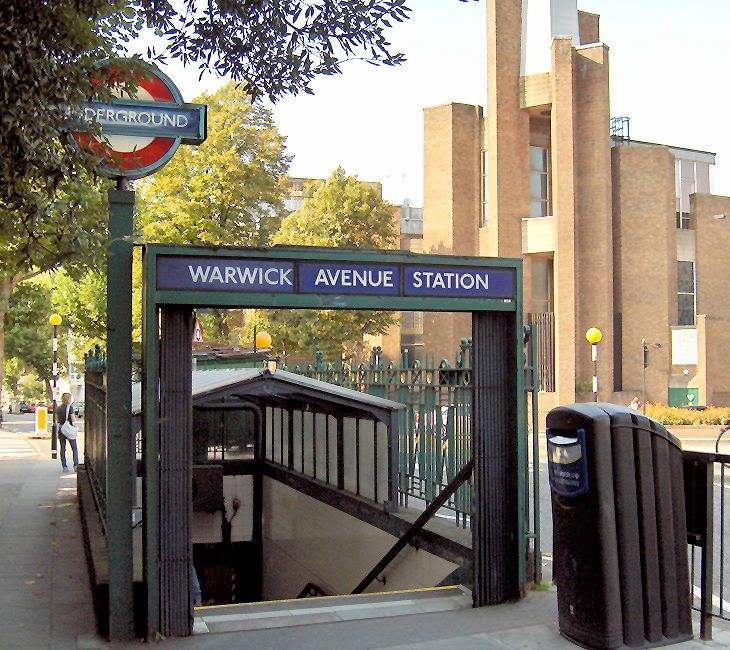
Estação de metrô Warwick Avenue, em Londres.

A canção foi tema de diversas novelas britânicas. Mais recentemente, foi utilizada no final de um capítulo de "Hollyoaks", que foi ao ar em 10 de outubro de 2008.
Duffy cantou "Warwick Avenue" no Brit Awards de 2009, onde foi vencedora de três prêmios nas categorias de Melhor Novo Artista, Melhor Álbum Britânico e Melhor Artista Feminina, o maior número de prêmios recebidos por uma artista mulher em uma só noite, até então.
Em 11 de março de 2009 apareceu em um dos episódios da série inglesa Waterloo Road.
Está presente no jogo Band Hero, produzido pela Activision.

## Detalhes e especificações musicais
A música é tocada em Si bemol maior, a 84bpm. O alcance vocal é de 1,4 oitavas. 

## Recepção da crítica
Warwick Avenue recebeu avaliações positivas da grande maioria da crítica. A Rolling Stone Brasil a descreveu como uma "balada maravilhosa e delicada", e afirmando que Warwick Avenue "certamente é um dos destaques do álbum". Constantemente recebeu 4 de 5 estrelas na escala de avaliação da imprensa especializada.

### Prêmios e reconhecimento
| Ano  | Prêmio                         | Categoria                | Resultado |
| ---- | ------------------------------ | ------------------------ | --------- |
| 2008 | MTV Video Music Awards de 2008 | Melhor Videoclipe Inglês | Indicado  |
| 2008 | Rolling Stone                  | Melhores Músicas de 2008 | 41ª       |

## Videoclipe
O videoclipe de "Warwick Avenue" estreou em 23 de abril de 2008 no Channel 4 e foi dirigido por Daniel Wolfe. O vídeo é quase que completamente composto por uma única tomada de gravação, que se inicia com Duffy deixando a estação de metrô Warwick Avenue como passageira de um táxi inglês, chorando conforme canta a música. O videoclipe acaba com Duffy ainda no táxi, secando as lágrimas que arruinaram toda a sua maquiagem. A tomada do táxi foi planejada como apenas uma cena de todo o videoclipe, mas o diretor acreditou que seria melhor usar apenas essa cena, pois as lágrimas pareceram extremamente reais.
Posteriormente, o vídeo foi indicado a um MTV Video Music Award, mas perdeu para "Shut Up and Let Me Go, do The Ting Tings.

## Faixas
| CD Single do Reino Unido |                         |         |  |
| N.º                      | Título                  | Duração |  |
| 11.                      | "Warwick Avenue"        | 3:46    |  |
| 12.                      | "Put it in Perspective" | 3:30    |  |
| Duração total:           | Duração total:          | 7:16    |  |

| Vinil 7" do Reino Unido |                           |         |  |
| N.º                     | Título                    | Duração |  |
| 11.                     | "Warwick Avenue" (Lado A) | 3:46    |  |
| 12.                     | "Loving You" (Lado B)     | 2:13    |  |
| Duração total:          | Duração total:            | 5:59    |  |

| Versão Digital da Austrália |                         |         |  |
| N.º                         | Título                  | Duração |  |
| 11.                         | "Warwick Avenue"        | 3:46    |  |
| 12.                         | "Put it in Perspective" | 3:30    |  |
| 13.                         | "Loving You"            | 2:13    |  |
| Duração total:              | Duração total:          | 9:29    |  |

| Maxi Single da Alemanha |                               |         |  |
| N.º                     | Título                        | Duração |  |
| 11.                     | "Warwick Avenue"              | 3:46    |  |
| 12.                     | "Put it in Perspective"       | 3:30    |  |
| 13.                     | "Loving You"                  | 2:13    |  |
| 14.                     | "Warwick Avenue" (Videoclipe) | 4:11    |  |
| Duração total:          | Duração total:                | 13:40   |  |

| Single Lado B da iTunes Store |                         |         |  |
| N.º                           | Título                  | Duração |  |
| 11.                           | "Put it in Perspective" | 3:30    |  |
| 12.                           | "Loving You"            | 2:13    |  |
| Duração total:                | Duração total:          | 5:43    |  |

## Posições em paradas musicais
| Parada musical (2008)                      | Melhor Posição |
| ------------------------------------------ | -------------- |
| Áustria - Austrian Singles Chart           | 17             |
| Bélgica - Belgian Singles Chart (Flanders) | 14             |
| Bélgica - Belgian Singles Chart (Wallonia) | 25             |
| Dinamarca - Danish Singles Chart           | 7              |
| Países Baixos - Dutch Singles Chart        | 9              |
| União Europeia - European Hot 100 Singles  | 5              |
| União Europeia - Euro Digital Tracks       | 5              |
| União Europeia - Euro Digital Songs        | 7              |
| Finlândia - Finnish Singles Chart          | 19             |
| França - French Singles Chart              | 14             |
| Alemanha - German Singles Chart            | 12             |
| Irlanda - Irish Singles Chart              | 11             |
| Japão - Japan Hot 100                      | 28             |
| Nova Zelândia - New Zealand Singles Chart  | 15             |
| Noruega - Norwegian Singles Chart          | 15             |
| Roménia - Romanian Top 100                 | 82             |
| Suécia - Swedish Singles Chart             | 16             |
| Suíça - Swiss Singles Chart                | 12             |
| Reino Unido - UK Singles Chart             | 3              |
| Estados Unidos - U.S. Billboard Pop 100    | 96             |

### Rankings de final de ano
| País (2008)                     | Posição |
| ------------------------------- | ------- |
| Alemanha - German Singles Chart | 69      |
| Reino Unido - UK Singles Chart  | 31      |

## Ligações Externas
- Site Oficial de Duffy